# ۱۳ آدم‌کش (فیلم ۲۰۱۰)
۱۳ آدم‌کش (به ژاپنی: 十三人の刺客) یک فیلم سامورایی به کارگردانی تاکاشی میکه با بازی کوجی یاکوشو، تاکایوکی یامادا، سوسوکه تاکائوکا، ماتسوکاتا هیروکی، کازوکی نامیئوکا و گورو ایناگاکی محصول سال ۲۰۱۰ است. این فیلم که بازخلقی از فیلم جیدایگکی ۱۳ آدم‌کش ساخته ای‌ایچی کودو محصول سال ۱۹۶۳ است، در سال ۱۸۴۴ در نزدیکی پایان دوره ادو اتفاق می‌افتد و در آن گروهی از سیزده آدم‌کش متشکل از دوازده سامورایی و یک شکارچی مخفیانه برنامه قتل ماتسودایرا ناری‌تسوگو (رهبر خونریز قلمرو آکاشی) را می‌ریزند تا مانع گماشتن او به شورای قدرتمند شوگون شوند.
این فیلم سومین بازی مشترک میان یامادا و تاکائوکا است که کلاغ‌ها: قسمت صفر و کلاغ‌ها: قسمت صفر ۲ دوتای نخست بودند و هردو توسط میکه کارگردانی شدند. تصویربرداری اصلی در دو ماه (ژوئیه تا سپتامبر ۲۰۰۹) در تسورواوکا، یاماگاتا واقع در شمال ژاپن انجام شد. این فیلم در ژاپن در ۲۵ سپتامبر ۲۰۱۰ و در ایالات متحده در ۲۹ آوریل ۲۰۱۱ منتشر گشت. این فیلم تحسین منتقدان غربی را در پی داشت که آن را با آثار آکیرا کوروساوا با دیدی ستایش‌آمیز مقایسه نمودند.
۱۳ آدم‌کش یک اثر حماسی است که داستان آن رگه‌هایی در تاریخ دارد. این فیلم در سی و چهارمین جایزه آکادمی فیلم ژاپن برای بهترین فیلم نامزد شد.

## داستان
در سال ۱۸۴۴، در دوره ادو، شوگون‌سالاری توکوگاوا رو به زوال است. دایمیو ماتسودایرا ناری‌تسوگو از آکاشی به شکلی سادیستی به اشراف و مردم عادی تجاوز، آن‌ها را شکنجه و مثله کرده و به قتل می‌رساند اما توسط شوگون، برادر ناتنی‌اش، محافظت می‌شود. با رسیدن ناریتسوگو به شورای شوگون‌سالاری، وزیر دادگستری شوگون، سر دوی توشیتسورا، متوجه می‌شود که این صعود باعث جنگ داخلی بین شوگون و بسیاری از اربابان فئودالی که ناریتسوگو آنها را رنجانده است، خواهد شد. ارباب فئودال مامیا به‌عنوان اعتراض به امتناع شوگون از مجازات ناریتسوگو که شخصاً تمام خانواده ارباب فئودال را به قتل رسانده بود، علناً سپوکو انجام می‌دهد. هنگامی که شوگون بر ارتقاء ناریتسوگو اصرار می‌کند، سر دوی یک سامورایی مسن‌تر مورد اعتماد، شیمادا شینزائمون را برای ترور ناریتسوگو استخدام می‌کند. با این حال، ملازمان وفادار ناریتسوگو به رهبری هانبی، یکی از معاصران قدیمی شینزائمون، با جاسوسی از دوی از این نقشه مطلع می‌شوند.
شینزائمون ده سامورایی دیگر، از جمله برادرزاده‌اش، شینروکورو، به علاوه یک رونین را برای حمله به ناریتسوگو در طول سفر رسمی‌اش از ادو به آکاشی جمع می‌کند. قبل از رفتن ناریتسوگو، هانبی با شینزائمون بر سر این نقشه روبرو می‌شود. قاتلان تصمیم می‌گیرند در شهر اوچیای برای ناریتسوگو کمین کنند؛ زیرا پیش‌بینی می‌کنند که او بر انجام بازدید از پیش اعلام شده خود از نائگی اصرار خواهد ورزید و بنابراین از اوچیای عبور خواهد کرد. در طول سفر آدم‌کشان به اوچیای، آنها در شهری توقف می‌کنند که در آنجا توسط رونین‌هایی که هانبی به آنها پول داده است، مورد حمله قرار می‌گیرند. قاتلان از ترس حملات بیشتر، جاده‌ها را ترک می‌کنند و به جای آن از میان کوه‌ها عبور می‌کنند اما راه خود را گم می‌کنند. آنها یک شکارگر به نام کیگا کویاتا را نجات می‌دهند که آن‌ها را به اوچیای راهنمایی می‌کند و داوطلب می‌شود تا سیزدهمین آدم‌کش شود.
آدم‌کش‌ها از ماکینو، ارباب فئودالی که ناریتسوگو به عروسش تجاوز و پسرش را به قتل رسانده، کمک می‌گیرند. ماکینو با استفاده از سربازان و سلاح گرم، بزرگراه رسمی را مسدود و ناریتسوگو را مجبور به تغییر مسیر می‌کند. سپس ماکینو برای پنهان کردن دخالت خود در این توطئه، مرتکب سپوکو می‌شود. هانبی که وجود تله‌ای را حس می‌کند، به ناریتسوگو توصیه می‌کند که از نائگی دوری کند اما ناریتسوگو امتناع می‌کند؛ زیرا این کار او را در انظار عمومی شرمگین می‌کند. ناریتسوگو اذعان می‌کند که بازدید از نائگی ناامن اما در عین حال هیجان‌انگیز است. در همین حال، آدمکش‌ها، با اختیار قانونی و کمک مالی سخاوتمندانه دوی، از اوچیای کمک می‌گیرند تا شهر را به هزارتویی پیچیده از تله‌های انفجاری و استحکامات مستتر تبدیل کنند.
ناریتسوگو و همراهانش به اوچیای می‌رسند؛ در حالی که هانبی نیروهای کمکی ترتیب داده و تعداد آن‌ها را از ۷۰ به ۲۰۰ نفر افزایش داده است. با فرار غیرنظامیان اوچیای، ۱۳ آدم‌کش، گروه ناریتسوگو را در اوچیای به دام می‌اندازند. نبردی طولانی آغاز می‌شود که در آن آدمکش‌ها ابتدا از تیر و کمان و مواد منفجره استفاده می‌کنند، سپس از شمشیر برای نبرد تن به تن استفاده می‌کنند؛ به استثنای کویاتا که با سنگ و فلاخن و چوب می‌جنگد. در حالی که بسیاری از ملازمان ناریتسوگو کشته می‌شوند، ناریتسوگو از خونریزی نبرد برانگیخته می‌شود و اعلام می‌کند که وقتی به شورای شوگون‌سالاری راه یابد، جنگ‌هایی را آغاز خواهد کرد که یادآور دوره سنگوکو هستند.
در حالی که بیشتر نیروهای آکاشی شکست می‌خورند، حداقل ۱۰ نفر از آدم‌کشان جان خود را از دست می‌دهند و چندین نفر از آن‌ها آنقدر می‌جنگند تا از شدت جراحات از حال می‌روند و می‌میرند. در نهایت، شینزائمون و شینروکورو با ناریتسوگو، هانبی و دو ملازم باقی‌مانده روبرو می‌شوند. شینزائمون استدلال می‌کند که ناریتسوگو قلمرو را نابود خواهد کرد اما هانبی بر وفاداری به ارباب خود اصرار دارد. شینزائمون با هانبی دوئل می‌کند و پس از پاشیدن گل به چشمان هانبی، سر او را از تنش جدا می‌کند، در حالی که شینروکورو دو ملازم آخر آکاشی را می‌کشد. ناریتسوگو سر بریده هانبی را لگد می‌زند و اعلام می‌کند که مردم و سامورایی‌ها فقط یک هدف دارند: خدمت به اربابان خود. شینزائمون در پاسخ می‌گوید که اربابان نمی‌توانند بدون حمایت مردم زندگی کنند و اگر اربابی از قدرت خود سوءاستفاده کند، مردم علیه او قیام خواهند کرد. ناریتسوگو و شینزائمون یکدیگر را به طرز مرگباری زخمی می‌کنند. ناریتسوگو در حالی که فریاد می‌کشد، در گل و لای می‌خزد و ترس و دردی نادر را تجربه می‌کند، از شینزائمون به‌خاطر رقم زدن هیجان‌انگیزترین روز زندگی ناریتسوگو تشکر می‌کند. شینزائمون سر ناریتسوگو را از تنش جدا می‌کند و ناریتسوگو تسلیم زخم‌هایش می‌شود.
شینروکورو در میان قتل عام سرگردان است و کویاتا با وجود اینکه توسط ناریتسوگو از گردن به دار آویخته شده و توسط هانبی از شکم زخمی شده است، تقریباً آسیب‌ندیده به‌نظر می‌رسد. کویاتا جراحات قبلی خود را بی‌اهمیت می‌داند. شینروکورو و کویاتا جداگانه آنجا را ترک می‌کنند. شینروکورو قصد دارد راهزن شود یا به آمریکا سفر کند، در حالی که کویاتا قسم می‌خورد با معشوقش فرار کند.
یک مؤخره می‌گوید که مرگ ناریتسوگو رسماً به بیماری نسبت داده شده و ۲۳ سال بعد، شوگون‌سالاری توکوگاوا در جریان بازسازی می‌جی سرنگون شد.

## بازیگران
- گورو ایناگاکی در نقش دایمیو ماتسودایرا ناری‌تسوگو:[۶] حاکم قلمرو آکاشی. جنایات خشونت‌آمیز وی در سرزمینش از آنجا که برادر ناتنی‌اش شوگون است و از او محافظت می‌کند، بدون مجازات مانده‌اند.
- میکیجیرو هیرا در نقش دوی توشیتسورا:[۶] مشاور ارشد شورای شوگون‌سالاری. آگاه از اینکه ناری‌تسوگو توسط شوگون برای مقامی سیاسی در شورا در نظر گرفته شده، او شینزائمون را برای کشتن ناریتسوگو پیش از آن را بکار می‌گیرد.
- کوجی یاکوشو در نقش شیمادا شینزائمون:[۶][۷] یک سامورایی فرسوده از جنگ که باور دارد بوشیدو چیزی بیشتر از پیروی کورکورانه است. او که متقاعد شده فرصتی برای مرگ با افتخار نیست، وقتی برای انجام مأموریت استخدام می‌شود، عمیقاً به‌وجد می‌آید. او گروهی از یازده سامورایی را گردآوری می‌کند تا برای سفر سالانه ناریتسوگو از ادو به سرزمینش در آکاشی تله بگذارد.
- سیجی روکاکو در نقش اوتاکه موسوکه
- هیروکی ماتسوکاتا در نقش کوراناگا ساهیتا:[۶] دومین فرمانده پس از شینزائمون، یک سامورایی کهنه‌کار دیگر که بهترین و مورد اعتمادترین شاگردانش را برای مأموریت داوطلب می‌کند.
- تسویوشی ایهارا در نقش هیرایاما کوجورو:[۷] یک رونین با شمشیرزنی بی‌نظیر که زیر نظر شینزائمون آموزش دیده
- تاکایوکی یامادا در نقش شیمادا شینروکورو:[۷] برادرزاده شینزائمون که از بوشیدو منحرف گشته و قمارباز و زن‌باز شده. خسته و خجالت‌زده به مأموریت می‌پیوندد تا رستگار شود.
- یوسوکه ایسیا در نقش کیگا کویاتا:[۶][۷] یک شکارگر که به‌عنوان مجازاتی برای اغوای همسر رئیسش در قفسی در جنگل معلق پیدا می‌شود و به آدم‌کشان در یافتن راهی به اوچیئای یاری می‌دهد. او در نهایت توسط شینزائمون به‌عنوان سیزدهمین آدم‌کش استخدام می‌شود. گرچه به وضوح بیان نمی‌شود اما به‌صورت ضمنی قویاً مطرح می‌گردد که او یک یوکای است.

## درونمایه
فیلم در مورد گروهی از آدم‌کشان است که متحد می‌شوند تا اربابی جامعه‌ستیز را به قتل برسانند. یکی از درونمایه‌های کلی فیلم این است که پیروی از بوشیدو به چه معناست و اینکه آیا باید کورکورانه از یک ارباب پیروی کرد یا خیر. در طول فیلم بیننده با صحنه‌ها و گفتگوهای فلسفی در مورد موضوعاتی همچون ازجان‌گذشتگی، شرافت و گذرا بودن زندگی مواجه می‌شود. تضاد اصلی فیلم تفاوت فلسفی میان هانبی و شیمادا است. انتقام یکی دیگر از درونمایه‌های فیلم است. در فیلم به طور ضمنی اشاره می‌شود که قتل ارباب ظالم موجب حفظ جان بسیاری قربانیان بی‌گناه خواهد شد و اینکه قتل چنین فرد خونخواری حس یک عمل خوب را القا می‌کند.

## تولید

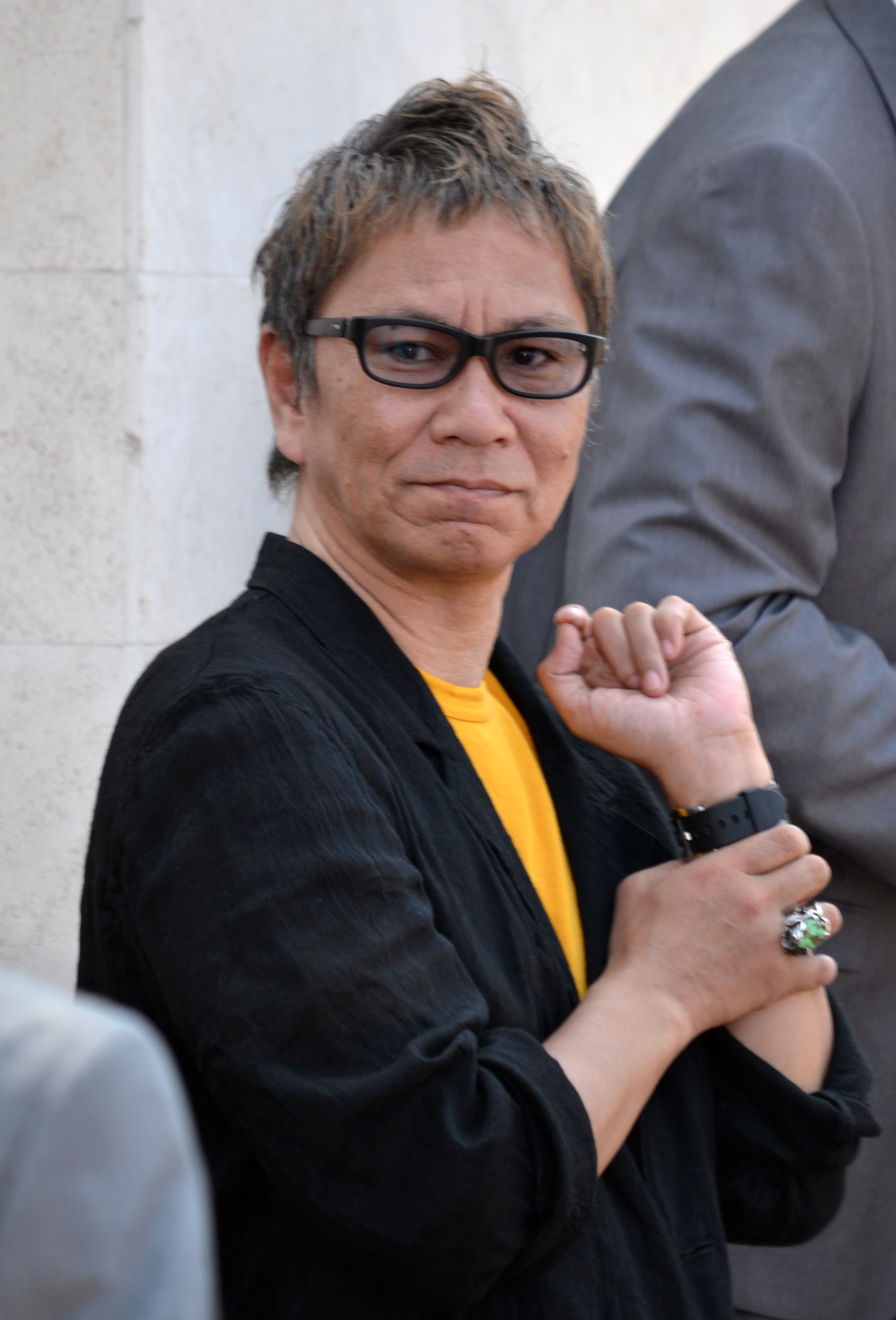
کارگردان تاکاشی میکه

۱۳ آدم‌کش توسط سازمان فیلم توشیاکی ناکازاوا، سدیک اینترنشنال و شرکت رکوردد پیکچر متعلق به جرمی توماس ساخته شد. ناکازاوا پیشتر با کارگردان تاکاشی میکه در مردمان پرنده در چین و اندرومدیا (هردو محصول ۱۹۹۸)، عفریت یاکوزا (۲۰۰۳) و سوکی‌یاکی جانگوی غربی (۲۰۰۷) کار کرده بود. در آغاز تولید توماس گفت که خوشحال است که دوباره با «فیلمسازان خارق‌العاده ژاپنی مثل توشیاکی ناکازاوا و تاکاشی میکه کار می‌کند که آثارش نیاز به توضیح ندارد؛ چونکه در میان موفق‌ترین و نوآورانه‌ترین‌هایی است که از ژاپن می‌آید». ناکازاوا پاسخ داد که او دوست دارد توماس «نیز شمشیری بر تن کند و با یک آدم‌کش بیشتر، همگی با هم چهارده آدم‌کش را به آنجا خواهیم فرستاد». در مورد روشش در کارگردانی فیلم، میکه گفت:
من احساس کردم که همه مایی که در بازسازی ۱۳ آدم‌کش کار می‌کردیم، می‌بایست به کارگردان اصلی، ای‌ایچی کودو و هر کس دیگری که فیلم اصلی را خلق کرد، ادای احترام می‌کردیم. مهم بود که از انجام کاری که بیشتر چانباراها انجام می‌دهند که وارد کردن یک داستان عاشقانه یا دخالت دادن ذهنیت‌های امروزی است، اجتناب کنیم. در طول سال‌ها مردم تلاش کرده‌اند که فیلم‌های کوروساوا را بازسازی کنند اما هر بار شکست خورده‌اند؛ زیرا قادر نبوده‌اند داستان را با چیزی که بینندگان جوان می‌توانند بفهمند، سازگار کنند.
میکه که طرفدار بازیگری کوجی یاکوشو بود، قرار دادن او به‌عنوان نقش اصلی را اولویت قرار داد. علاوه بر آن، او به دنبال بازیگران جوان‌تری برای بازی در نقش آدم‌کشان بود؛ به‌ویژه سوسوکه تاکائوکا و تاکایوکی یامادا که میکه در کلاغ‌ها: قسمت صفر (۲۰۰۷) و دنباله آن کلاغ‌ها: قسمت صفر ۲ (۲۰۰۹) با آن‌ها کار کرده بود. فیلمنامه را دایسوکه تنگان نوشت که همینطور فیلمنامه آزمون بازیگری (۱۹۹۹) میکه را نوشته بود.
فیلم وارد دوره دوماهه تولید شد. تصویربرداری اصلی در ژوئیه ۲۰۰۹ در محیطی وسیع در فضای باز واقع در تسورواوکا در استان استان یاماگاتا در شمال ژاپن انجام شد. فیلمبرداری صحنه‌های اکشن حدود سه هفته طول کشید و با مشکلات جزئی مرتبط با آب‌وهوا روبرو شد. میکه از فکر استفاده از تصاویر تولیدشده توسط کامپیوتر در فیلم و همینطور برنامه‌ریزی صحنه‌ها توسط استوری‌برد فاصله گرفته بود و روی فیلم‌برداری سریع صحنه‌ها اصرار ورزیده بود. گرچه در مصاحبه‌ای دیگر گفته بود که تصاویر تولیدشده توسط کامپیوتر استفاده شده بودند؛ گرچه جزئی. آنطور که گزارش‌ها می‌گویند، بیش از نیمی از بازیگرانی که نقش آدم‌کشان را بازی می‌کردند، در شمشیرزنی و اسب‌سواری بی‌تجربه بودند و میکه دقیقاً می‌خواست که همینطور باشد و توضیح داد که «اگر بازیگران از آغاز ماهر بوده و از پیش در چندین فیلم سامورایی بازی کرده بودند، نحوه برخورد آن‌ها با صحنه‌های اکشن متفاوت می‌بود. احتمالاً در نهایت اینطور می‌شدند که بخواهند کاری که انجام می‌دهند، خوب به نظر برسد یا زیبا باشد یا در تله‌های شکل قالبی که داشته‌اند، گیر بیفتند». فیلمبرداری در اوایل سپتامبر ۲۰۰۹ به سرانجام رسید.

## انتشار
برای نمایش بین‌المللی، فیلم ۱۴۱ دقیقه‌ای را به ۱۲۵ دقیقه کاهش دادند.

### پخش در سینماها
شرکت مستقر در لندن جرمی توماس، هان‌وی فیلمز، فروش بین‌المللی را بر عهده گرفت. توهو حق توزیع در ژاپن را پیش‌خرید کرده بود و در ۲۵ سپتامبر ۲۰۱۰ آن را منتشر نمود. این فیلم در شصت و هفتمین دوره جشنواره بین‌المللی فیلم ونیز برای دریافت شیر طلایی در ۹ سپتامبر ۲۰۱۰ وارد رقابت شد.
مگنت ریلیسینگ، شعبه‌ای از مگنولیا پیکچرز حق توزیع در آمریکای شمالی را کسب نمود. فیلم به شکل ویدئو به‌درخواست در مارس ۲۰۱۱ پخش و در ایالات متحده در ۲۹ آوریل در سینما اکران شد.
در باکس آفیس ۱۳ آدم‌کش ۸۰۲٬۷۷۸ دلار در ایالات متحده و کانادا فروش داشت. با بودجه تخمینی ۶ میلیون دلاری، این فیلم در جهان ۱۷٬۵۵۵٬۱۴۱ دلار فروش داشت.

### رسانه خانگی
نسخه‌های دی‌وی‌دی و بلوری فیلم در ایالات متحده توسط مگنت ریلیسینگ در تاریخ ۵ ژوئیه ۲۰۱۱ و در بریتانیا در ۵ سپتامبر توسط آرتیفیشل آی منتشر شدند. نسخه دی‌وی‌دی دوازدهمین دی‌وی‌دی پرفروش هفته نخست در ایالات متحده بود که ۴۱٬۵۹۳ کپی فروخت. در هفته دوم به جایگاه سی‌ام رسید و ۱۳٬۹۲۲ کپی فروخت. نسخه بلوری سومین بلوری پرفروش بود که ۳۳٬۱۴۲ نسخه در هفته نخست فروخت. در هفته دوم به ۱۰٬۳۳۵ کپی کاهش یافت و در جایگاه بیستم قرار گرفت. نسخه بلوری نقدهای مثبتی از آی‌جی‌ان، دی‌وی‌دی تاک، اسلنت مگزین و هاف‌پست دریافت کرد.

### واکنش منتقدان
۱۳ آدم‌کش نقدهای مثبتی از منتقدان دریافت کرد که بسیاری از ایشان توالی آخرین نبرد آن را که ۴۵ دقیقه به طول می‌انجامد، ستودند. در راتن تومیتوز فیلم نمره ۹۵٪ دارد؛ با امتیاز متوسط ۷٫۹/۱۰ طبق نقدهای ۱۳۱ منتقد. اجماع وبسایت اینگونه است: «بازسازی هیجان‌انگیز تاکاشی میکه از فیلم اکشن تاریخی ای‌ایچی کودو نمایشی پرجوش‌وخروش است که با شکوه و جلالی کشنده و سرگیجه‌آور به مرحله اجرا رسیده است.» در متاکریتیک فیلم با «تحسین همگانی» مواجه شد و نشان «الزام به دیدن» وبگاه را با میانگین امتیاز ارزیابی‌کننده ۸۴ از ۱۰۰ بر پایه ۳۳ نقد دریافت کرد.
راجر ایبرت از شیکاگو سان-تایمز که به فیلم سه و نیم ستاره از چهار داد، فیلم را اینگونه تحسین کرد: «فوق‌العاده سرگرم‌کننده، یک اثر حماسی بلندپروازانه با بودجه کلان با تصاویر و صدای عالی» و آن را با دیگر فیلم‌های اکشن با دیدی مثبت در استفاده جزئی آن از جلوه‌های تصویری تولیدشده توسط کامپیوتر قیاس کرد. ایبرت همچنین آنطور که فیلم «در وسط خشونت روی داستان تمرکز می‌کند» و همچنین جا دادن شخصیت‌ها و درام را با مهارتی که اکثر فیلم‌های اکشن بلاکباستر ندارند، ستایش کرد. ایبرت بعدتر فیلم را در فهرست بهترین فیلم‌های ۲۰۱۱ خود به‌عنوان پیوستی به بیست تای مورد علاقه‌اش قرار داد. منولا دارگیس ۱۳ آدم‌کش را به‌عنوان اثر منتخب منتقد خود برای نیویورک تایمز برگزید و آن را اینچنین توصیف کرد: «به‌طور غیرمنتظره تکان‌دهنده و برانگیزاننده، داستانی از عشق و خون.»
وی. ای. موستو از روزنامه نیویورک پست گفت که فیلم تکمیل‌کننده هفت سامورایی (۱۹۵۴) و آشوب (۱۹۸۵) ساخته آکیرا کوروساوا است و فیلم میکه را «شاهکاری که نبض را تند و کوروساوای توانمند را خوشحال می‌کند» توصیف کرد. مارک شیلینگ از جپن تایمز کارگردانی میکه و بازی مجموع بازیگران (شامل کوجی یاکوشو) را تحسین کرد. شیلینگ به فیلم چهار ستاره از پنج داد اما برخلاف دیگر قیاس‌های مثبت، او اشاره کرد که به‌سختی «احساسات عمیق‌تر» هفت سامورایی را برمی‌انگیزد. تام مز از فیلم کامنت گفت که فیلم «ختم به یک صحنه نبرد ۴۵ دقیقه‌ای پرجذبه با داستانی پر از نبوغ و فیلمبرداری مبتکرانه می‌شود که کمتر کارگردان ژاپنی معاصری غیر از میکه چه از دید لجستیکی و چه هنری می‌توانستند موفق به انجام آن شوند. لزلی فلپرین از ورایتی جنبه‌های تکنیکی فیلم را تحسین نمود و تدوین کنجی یاماشیتا را «انجام‌شده با ظرافت» و طراحی لباس کازوهیرو ساواتائیشی را فوق‌العاده و معرف شخصیت» و حاشیه صوتی کوجی اندو را «موسیقی متن مهیج و محرک» توصیف کرد.

### جوایز
در ژاپن این فیلم چهار مورد از ده نامزدی را در جایزه آکادمی فیلم ژاپن برنده شد و هر دو نامزدی را در سی و دومین جشنواره فیلم یوکوهاما برد. در سال ۲۰۱۴، تایم اوت از چندین منتقد، کارگردان بازیگر و بدلکار نظرسنجی کرد که فیلم‌های اکشن برتر خود را فهرست کنند. ۱۳ آدم‌کش جایگاه نود و چهارم را در این فهرست کسب کرد. راتن تومیتوز این فیلم را هفتادمین در فهرست «۱۴۰ فیلم اکشن که اکنون حتماً باید مشاهده کنید» قرار داد و اسکرین رنت به فیلم رتبه پنجم «دوازده فیلم اکشن برتر که هرگز چیزی از آن‌ها نشنیده‌اید» را داد. ۱۳ آدم‌کش در فهرست ده فیلم سامورایی بزرگ انستیتوی فیلم بریتانیا جای داشت.
| جایزه                                     | تاریخ مراسم    | رشته                                                                   | دریافت‌کنندگان و نامزدها | نتیجه      | منابع  |
| ----------------------------------------- | -------------- | ---------------------------------------------------------------------- | ----------------------- | ---------- | ------ |
| جوایز فیلم آسیایی                         | ۲۱ مارس ۲۰۱۱   | بهترین طراحی تولید                                                     | هایاشیدا یوجی           | برنده      | [ ۴۱ ] |
| جوایز فیلم آسیایی                         | ۲۱ مارس ۲۰۱۱   | بهترین کارگردان                                                        | تاکاشی میکه             | نامزدشده   | [ ۴۱ ] |
| جوایز فیلم آسیایی                         | ۲۱ مارس ۲۰۱۱   | بهترین بازیگر                                                          | کوجی یاکوشو             | نامزدشده   | [ ۴۱ ] |
| جوایز فیلم آسیایی                         | ۲۱ مارس ۲۰۱۱   | بهترین تدوین                                                           | کنجی یاماشیتا           | نامزدشده   | [ ۴۱ ] |
| جوایز انجمن منتقدان فیلم آستین            | ۲۸ دسامبر ۲۰۱۱ | ده فیلم برتر                                                           | —                       | جایگاه نهم | [ ۴۲ ] |
| انجمن کلوترودیس برای فیلم‌های مستقل        | ۲۱ مارس ۲۰۱۲   | بهترین کارگردان                                                        | تاکاشی میکه             | نامزدشده   | [ ۴۳ ] |
| انجمن کلوترودیس برای فیلم‌های مستقل        | ۲۱ مارس ۲۰۱۲   | بهترین فیلمبردار                                                       | نوبویاسو کیتا           | نامزدشده   | [ ۴۳ ] |
| انجمن کلوترودیس برای فیلم‌های مستقل        | ۲۱ مارس ۲۰۱۲   | بهترین طراحی تولید                                                     | یوجی هایاشیدا           | نامزدشده   | [ ۴۳ ] |
| جایزه آکادمی فیلم ژاپن                    | ۱۸ فوریه ۲۰۱۱  | دستاورد برجسته در فیلمبرداری                                           | نوبویاسو کیتا           | برنده      | [ ۳۴ ] |
| جایزه آکادمی فیلم ژاپن                    | ۱۸ فوریه ۲۰۱۱  | دستاورد برجسته در نورپردازی                                            | —                       | برنده      | [ ۳۴ ] |
| جایزه آکادمی فیلم ژاپن                    | ۱۸ فوریه ۲۰۱۱  | دستاورد برجسته در کارگردانی هنری                                       | یوجی هایاشیدا           | برنده      | [ ۳۴ ] |
| جایزه آکادمی فیلم ژاپن                    | ۱۸ فوریه ۲۰۱۱  | دستاورد برجسته در ضبط صدا                                              | جون ناکامورا            | برنده      | [ ۳۴ ] |
| جایزه آکادمی فیلم ژاپن                    | ۱۸ فوریه ۲۰۱۱  | جایزه آکادمی ژاپن برای بهترین فیلم سال                                 | —                       | نامزدشده   | [ ۳۴ ] |
| جایزه آکادمی فیلم ژاپن                    | ۱۸ فوریه ۲۰۱۱  | جایزه آکادمی فیلم ژاپن برای کارگردان سال                               | تاکاشی میکه             | نامزدشده   | [ ۳۴ ] |
| جایزه آکادمی فیلم ژاپن                    | ۱۸ فوریه ۲۰۱۱  | فیلمنامه سال                                                           | دایسوکه تنگان           | نامزدشده   | [ ۳۴ ] |
| جایزه آکادمی فیلم ژاپن                    | ۱۸ فوریه ۲۰۱۱  | جایزه فیلم آکادمی ژاپن برای بازی برجسته توسط یک بازیگر نقش اول         | کوجی یاکوشو             | نامزدشده   | [ ۳۴ ] |
| جایزه آکادمی فیلم ژاپن                    | ۱۸ فوریه ۲۰۱۱  | دستاورد برجسته در موسیقی                                               | کوجی اندو               | نامزدشده   | [ ۳۴ ] |
| جایزه آکادمی فیلم ژاپن                    | ۱۸ فوریه ۲۰۱۱  | دستاورد برجسته در تدوین                                                | کنجی یاماشیتا           | نامزدشده   | [ ۳۴ ] |
| انجمن منتقدان فیلم آنلاین                 | ۲ ژانویه ۲۰۱۲  | بهترین فیلم خارجی‌زبان                                                  | —                       | نامزدشده   | [ ۴۴ ] |
| جوایز ستلایت                              | ۱۸ دسامبر ۲۰۱۱ | بهترین فیلم خارجی‌زبان                                                  | —                       | نامزدشده   | [ ۴۵ ] |
| انجمن منتقدان فیلم سنت لوئیس              | ۱۲ دسامبر ۲۰۱۱ | بهترین فیلم خارجی‌زبان                                                  | —                       | برنده      | [ ۴۶ ] |
| انجمن منتقدان فیلم منطقه واشینگتن، دی.سی. | ۵ دسامبر ۲۰۱۱  | جایزه انجمن منتقدان فیلم منطقه واشینگتن، دی.سی. برای بهترین فیلم خارجی | —                       | نامزدشده   | [ ۴۷ ] |
| جشنواره فیلم یوکوهاما                     | ۶ فوریه ۲۰۱۱   | بهترین فیلم                                                            | —                       | برنده      | [ ۳۵ ] |
| جشنواره فیلم یوکوهاما                     | ۶ فوریه ۲۰۱۱   | بهترین فیلمنامه                                                        | دایسوکه تنگان           | برنده      | [ ۳۵ ] |

## برابرها
1. ↑  Sedic International
2. ↑  Recorded Picture Company
3. ↑  Jeremy Thomas
4. ↑  CGI
5. ↑  HanWay Films
6. ↑  Magnolia Pictures
7. ↑  Magnet Releasing
8. ↑  Artificial Eye
9. ↑  IGN
10. ↑  DVD Talk
11. ↑  Slant Magazine
12. ↑  HuffPost
13. ↑  Roger Ebert
14. ↑  Chicago Sun-Times
15. ↑  Manohla Dargis
16. ↑  V. A. Musetto
17. ↑  New York Post
18. ↑  Mark Schilling
19. ↑  The Japan Times
20. ↑  Tom Mes
21. ↑  Film Comment
22. ↑  Leslie Felperin
23. ↑  Variety
24. ↑  Time Out
25. ↑  Screen Rant